# Cecilia Ogwal
Cecilia Barbara Atim Ogwal (6 décembre 1946 - 18 janvier 2024) est une femme politique, femme d'affaires et consultante en gestion ougandaise. Elle est députée de la circonscription du district de Dokolo. Elle est membre du corps législatif ougandais sans interruption de 1996 jusqu'à sa mort.

## Enfance et formation
Cecilia Atim Ogwal est née dans le district de Dokolo, protectorat britannique de l'Ouganda, le 6 décembre 1946. Elle fréquente les écoles locales en Ouganda. En 1967, à l'âge de 21 ans, elle est admise à l'université d'Afrique orientale à Nairobi (aujourd'hui connue sous le nom d'université de Nairobi) pour obtenir un bachelor en commerce (en). Elle est diplômée de l'université de Nairobi en 1970. Elle est également titulaire d'un certificat en gestion des ressources humaines de ce qui s'appelait alors l'Institut d'administration publique, mais est maintenant connu sous le nom de Uganda Management Institute (en). Elle détient deux autres certificats ; l'un sur les valeurs chrétiennes de l'Institut Haggai de Singapour et l'autre sur le partenariat public-privé d'Australie,.

## Carrière
De 1979 à 1980, Ogwal travaille à l'ambassade de l'Ouganda au Kenya, en tant qu'officier de liaison pour les réfugiés ougandais de retour. De 1980 à 1981, elle travaille comme directrice des opérations au Conseil consultatif ougandais du commerce. En 1982, elle est l'une des fondatrices de la Housing Finance Bank (en), où elle travaille jusqu'en 1984. Elle est présidente de la Banque ougandaise de développement (en) de 1981 à 1986.
Ogwal s'est impliquée dans la politique ougandaise, en tant que secrétaire général par intérim du Congrès du peuple ougandais (UPC) de 1985 à 1992. En 1994, elle fait partie de l'Assemblée constituante qui rédige et promulgue la Constitution ougandaise de 1995. Elle reste un haut responsable du parti politique UPC jusqu'en 2004. Lors des élections législatives de 2006, elle perd son siège dans la municipalité de Lira au profit de Jimmy Akena, le fils du fondateur de l'UPC, Milton Obote. En 2011, Ogwal se présente et remporte le siège de représentante des femmes pour le district de Dokolo nouvellement créé. Cette fois, elle change de parti politique et se présente comme membre à part entière du parti Forum pour le changement démocratique,.

## Fonctions parlementaires
Ogwal est membre de la commission parlementaire de l'infrastructure physique chargée de superviser et de couvrir les questions politiques liées aux terres, au logement, au développement urbain, aux travaux et aux transports, ainsi qu'à la planification physique. Elle est également membre de la commission du budget.

## Vie privée et mort
En 1969, à l'âge de 23 ans, elle remporte le concours « Miss Ouganda ».
Ogwal est mariée, mère de sept enfants naturels et de plusieurs enfants adoptés. Elle décède d'un cancer en Inde le 18 janvier 2024, à l'âge de 77 ans.